# Гербы районов Ивановской области
Список гербов муниципальных образований Ивановской области Российской Федерации.
| Герб | Наименование                     | Дата утверждения     | Номер в ГГР |
| ---- | -------------------------------- | -------------------- | ----------- |
|      | Герб Верхнеландеховского района  | 18 октября 2006 года | 2622        |
|      | Герб Вичугского района           | 12 апреля 2007 года  | 3285        |
|      | Герб Гаврилово-Посадского района | 26 декабря 2007 года | 3852        |
|      | Герб Заволжского района          | 16 марта 2007 года   | 3247        |
|      | Герб Ивановского района          | 11 февраля 2004 года | 1426        |
|      | Герб Ильинского района           | 24 июня 2009 года    | 5570        |
|      | Герб Кинешемского района         | 4 июля 2008 года     | 4268        |
|      | Герб Комсомольского района       | 5 мая 2003 года      | 1243        |
|      | Герб Лежневского района          | 4 декабря 1996 года  | 156         |
|      | Герб Лухского района             | 19 апреля 2005 года  | 1909        |
|      | Герб Палехского района           | 6 ноября 2003 года   | 1343        |
|      | Герб Пестяковского района        | 9 июля 2004 года     | 1523        |
|      | Герб Приволжского района         | 10 июня 2004 года    | 1520        |
|      | Герб Пучежского района           | 26 мая 2008 года     | 4314        |
|      | Герб Родниковского района        | 27 декабря 2001 года | 903         |
|      | Герб Савинского района           | 28 мая 2009 года     | 1728        |
|      | Герб Тейковского района          | 30 января 2008 года  | 3993        |
|      | Герб Фурмановского района        | 29 мая 2006 года     | 2383        |
|      | Герб Шуйского района             | 3 июня 2009 года     | 1400        |
|      | Герб Южского района              | 18 апреля 2003 года  | 1183        |
|      | Герб Юрьевецкого района          | 27 июля 2007 года    | 3658        |